# Lorttjärnen (Sollefteå socken, Ångermanland)
Lorttjärnen är en sjö i Sollefteå kommun i Ångermanland och ingår i Ångermanälvens huvudavrinningsområde.